# Língua koasati
Koasati (ou Coushatta) é uma das Línguas ameríndias da família das Línguas muskageanas. A lingual é falada pelo povo indígena das proximidades de Coushatta, a maior parte dos quais vive na Paróquia de Allen que fica ao norte da cidade de Elton (Luisiana), embora uma pequena quantidade compartilhe uma Reserva indígena menor nas proximidades de Livingston (Texas) com o povo Alabama.

## Falantes
Em 1991, o lingüista Geoffrey Kimball estimou a quantidade de falantes da lingual em cerca de 400 pessoas, das quais 350 viviam na Luisiana.  A quantidade exata de falantes é difícil, mas líderes da tribo Coushatta diziam que mais de 20 falavam  Em 2007, a tribo  Coushatta da Luisiana, em colaboração  com a McNeese State University e com o College de William & Mary, deu início a um Projeto de revitalização da lingua Koasati (Coushatta) num extenso esforço para garantir verbas com a “NSF” (Fundação Nacional da Ciência)  para o Programa de Documentação das Línguas em Extinção.  
A língua Koasati é mais relacionada com a língua alabama, mas, embora os povos Coushata (falantes de Koasati) e Alabama tenham vivido sempre muito próximos entre si, seus idiomas não são mais mutuamente inteligíveis desde os contatos entre esses grupos foram rareando. O Koasati se relaciona também com a Língua mikazuki e falantes nativos do Coushatta alegam entender muito do Mikasuki mesmo sem contato prévio com a língua.

## Fonologia

### Vogais
Koasati apresenta apenas 3 vogais, as quais podem ser curtas, longais ou ainda nasalizadas. A tabela a seguir se baseia nos trabalhos de Kimball. Observe-se que Kimball classifica o que é normalmente a vogal posterior meio fechada  /o/ como "vogal alta posterior", daí decorrendo sua localização nessa tabela a seguir. Ele também destaca que  /o/ pode ter por vezes o alofone [u] que se eleva para [ʊ] em sílabas finais fechadas.
|                       | Vogal Curta | Vogal Curta | Vogal Curta | Vogal Longa | Vogal Longa | Vogal Longa |
| Frontal               | Medial      | Posterior   | Frontal     | Medial      | Posterior   |             |
| --------------------- | ----------- | ----------- | ----------- | ----------- | ----------- | ----------- |
| Vogal alta (fechada)  | i           |             | o           | iː          |             | oː          |
| 'Vogal baixa (aberta) |             | a           |             |             | aː          |             |

### Consoantes
As consoantes Koasati são apresentadas na tabela a seguir, a qual se baseia nos trabalhos de Geoffrey Kimball. As transcrições IPA são apresentadas quando o som for diferente do suposto pela ortografia desenvolvida por Kimball.
|               |                  | Bilabial | Dental | Palato-alveolar | Velar  | Glotal |
| ------------- | ---------------- | -------- | ------ | --------------- | ------ | ------ |
| Stop/oclusiva | Plana não sonora | p [pʰ]   | t [tʰ] | c [t͡ʃʰ]         | k [kʰ] | ʼ [ʔ]  |
| Stop/oclusiva | Sonora-forte     | b        |        |                 |        |        |
| Fricativa     | Plana não sonora | f [ɸ]    | th [ɬ] | s               |        | h [h]  |
| Fricativa     | Sonora-forte     |          |        |                 |        | h [ɦ]  |
| Nasal         |                  | m        | n      |                 |        |        |
| Lateral       |                  |          | l      |                 |        |        |
| Semivogal     |                  | w        |        | y [j]           |        |        |

## Morfologia
Koasati é uma língua polissintética com um extensor conjunto de prefixos e sufixos para os verbos.

### Substantivos
Dois conjuntos de prefixos marcam posse nos substantivos Koasati. O grupo dito am geralmente identifica posse inalienável, uns poucos termos de parentesco e partes do corpo., enquanto que o grupo ca identifica demais casos de posse. Esses prefixos marcam pessoas e número na posse de substantivos como segue (para qualquer gênero do possuído):
|                    | am- grupo | ca- grupo | Significado             |
| ------------------ | --------- | --------- | ----------------------- |
| 1ª pessoa singular | am-       | ca-       | "meu"                   |
| 2ª pessoa singular | cim-      | ci-       | "teu"                   |
| 3ª pessoa singular | im-       |           | "dele/dela/deles/delas" |
| 1ª pessoa plural   | kom-      | ko-       | "nosso"                 |
| 2ª pessoa plural   | hacim-    | haci-     | "de vocês"              |

### Verbos

#### Classes das posições
O linguísta Kimball identifica as seguintes posições (seqüencial) de classe para prefixos e sufixos que podem ser adicionados a raízes de verbos do Koasati:
- Prefixos
  - Posição 1: de sujeito – negativo e positivo
  - Posição 2: prefixo locativo a-, ou ak- que indica ação na superfície (pele) de uma pessoa ou coisa.
  - Posição 3: locativos
  - Posição 4: pronominal (ca-)
  - Posição 5: pronominal (am-)
  - Posição 6: distributiox ho-/oh-, iterativo hoho-/ohoh-
  - Posição 7: instrumental
  - Posição 8: direcional
  - Posição 9: substantivos indefinidos naːsi-/naːs-/nas- ('algo,alguma coisa') e aːti-/aːt-/at-/a- ('alguém')
- Raiz
- Sufixos
  - Posição 1: advérbio
  - Posição 2: diminutivo/intensivo
  - Posição 3: habitual
  - Posição 4: intencional
  - Posição 5: ser capaz de
  - Posição 6: real/irreal
  - Posição 7: dedutivo
  - Posição 8: modal
  - Posição 9: dúbio
  - Posição 10: de ouvir falar
  - Posição 11: auditório
  - Posição 12: tempo verbal
  - Posição 13: consequência
  - Posição 14: funções de discurso
  - Posição 15: enclítico

##### Prefixos
De forma diversa de seus cognatos muito usados em outras línguas Muscogeanas, o prefixo locativo (Posição 2) caiu em desuso .As posições 4 e 5 relativas a am- e ca- discutidas acima para substantivos contém os prefixos pára Objeto Direto e Indireto respectivamente e são usadas em referências cruzadas nesses objetos verbais e também marcam posse em verbos convertidos a substantivos. Por exemplo,o  prefixo da posição 5 ac- é usado para marcar posse na raiz do substantivo (oriundo de verbo "fotografar") conforme segue:
| st-ac-ahó:ba            |
| instr-1sposs-Fotógrafia |
| /stacahó:ba/                                 |
| "minha fotografia" ("uma fotografia de mim") |
Aqui temos uma amostra de prefixos verbais, no caso de prefixos locativos da posição 3:
- itta- "ação na terra, acção em fogo"
- o:-/o:w- "ação em água"
- pa:- "ação sobre superfície elevada, artificial, não em terra"
- on- "ação numa superfície vertical, num plano vertical"
- itta- "ação no meio de algo"
- ibi:- "ação em face humano"
- ico:- "ação na boca humana"
- no:- "ação no pescoço humano"
- nok- "ação na garganta humana"

##### Sufixos
Kimball registrou mais de setenta sufixos para serem usados nas 15 posições para sufixos. Todos, exceto 11, desses sufixos podem tecnicamente ocorrer junto com um ou mais outros sufixos que não ocupam as mesmas posições. Kimball levantou alguns exemplos dessas possibilidades:
| o-st-oh-im-ilá-:ci-halpí:sa-laho-:li-má:mi-mpa-y-on                                |
| ir:&-instr-distr-3dat-Chegar-pl-disponib.-irreal-dedução-ouvir dizer-conseq-sw:foc |
| im-ca-yím-ko-˛                                 |
| 3estat obj-1sstats-ACREDITAR-3neg(1A)-phr:term |
| /ostohimilá:cihalpí:salaho:limá:mimpayon incayínkǫ/                                                                 |
| "Eles dizem que eles devem ter possibilidade de chegar e trazer para ele, mas ao contrário, eu não acredito neles." |
Na primeira palavra, tudo o que segue a raiz  -ilá- "chegar" são sufixos seguindo as várias posições de classe..
Aqui uma amostra de sufixos para “capacidade de” – Pos. 5:
- -bá:no- "regularmente, ocasionalmente"
- -bí:no- "de forma relutante,tímida"
- -halpi:sa- "ser capaz de"
- -yáhli- "ser obrigado a, realmente"

Kimball observa que desses somente -halpi:sa- "ser capaz de"- é usado com muita freqüência.

#### Número verbal
Línguas muskogeanas como o Koasati têm três distinções de número em seus verbos, o singular, o dual e o plural. Algumas dessas formas são supletivas (adotam diferentes raízes para um mesmo paradigma). Exemplos:
‘Habitar’, na 1ª pessoa, com total supletismo  (singular aat, dual asw, plural is):
| áata-l      |  | a›lí‹sw                      |  | ís-tílka                |
| habitar()-1 |  | habitar (dual)›1 du}}‹(raiz) |  | habitar(plur)-1 plural  |
| ‘Eu habito’ |  | ‘nós dois habitamos’         |  | ‘nós (todos) habitamos’ |
(as formas › ‹ separam as duas partes da raiz)
‘cheirar’ - é não supletismo - hofn:
| hófna-l     |  | ho›lí‹fn              |
| cheirar-1   |  | cheirar›1 dual‹(raiz) |
| ‘Eu cheiro’ |  | ‘nós cheiramos’       |
‘seguir em frente’, parcialmente supletivo (sing. Dual) aay, plural yomahl):
| aaya-l              |  | a›lí‹iy                       |  | yomah-híl                        |
| sg/du)-1            |  | sg/du)›1sm\|du‹(sm\|raiz)     |  | pl)-1sm\|pl                      |
| ‘Eu sigo em frente’ |  | ‘nós dois seguimos em frente’ |  | ‘n´s (todos) seguimos em frente’ |
‘correr’, parcialmente supletivo ( waliik, sm|du/pl tołk):
| walíika-l  |  | tół-hílk       |
| correr()-1 |  | du/pl)-1sm\|pl |
| ‘Eu corro’ |  | ‘nós corremos’ |